# Никоновская (Антушевский сельсовет)
Никоновская — деревня в Белозерском районе Вологодской области.
Входит в состав Антушевского сельского поселения, с точки зрения административно-территориального деления — в Антушевский сельсовет.
Расположена на берегу Лозского озера. Расстояние по автодороге до районного центра Белозерска составляет 18 км, до центра муниципального образования села Антушево — 3 км. Ближайшие населённые пункты — Левково, Пальцево, Старое Село.
Население по данным переписи 2002 года — 11 человек.